# Systematic Chaos
Systematic Chaos(시스테머틱 케이어스)는 미국 프로그레시브 메탈밴드 드림 시어터의 9번째 정규 앨범이다. 2007년 6월 4일에 발매되었으나 영국에서는 하루 늦은 6월 5일 발매되었다. Systematic Chaos는 밴드가 로드러너 레코드에서 발매하는 첫 번째 앨범이다. 2006년 9월부터 2007년 2월까지 뉴욕 아바타 스튜디오에서 녹음되었으며 녹음 전 밴드는 10년 만에 첫 여름 투어 이후 휴식기를 가졌다. 앨범의 가사는 존 페트루치, 제임스 라브리에, 마이크 포트노이가 썼으며 소설적, 정치적, 개인적인 이야기, 기타 그와 관련된 이야기들을 담고 있다.
앨범은 8개 나라 차트에서 20위권에 진입했으며 특히 빌보드200 차트에서는 9위를 기록하며 드림시어터의 역대 미국 차트순위중 최고기록을 세웠다. 앨범에 대한 평론가들의 평가는 대개 긍정적이다. MetalReview.com의 Jon Eardley는 드림 시어터를 "프로그레시브 락/메탈계를 통틀어 가장 일관성있는 음악을 하는 밴드"로 평가했다.
드림시어터는 앨범 발매 직후 1년동안 35개국을 돌며 Chaos In Motion 월드 투어를 진행했다. 앨범은 일반 버전과 스페셜 에디션 버전의 두 가지 형태로 발매되었다. 스페셜 에디션에는 5.1 채널 서라운드 믹스와 메이킹 필름 DVD가 포함되어 있다.metal-invader.com

## 배경
2006년 4월 1일, 20주년 기념 투어의 마지막 공연을 녹음한 후 밴드는 10년 만에 처음으로 여름 휴가를 가졌다. 9월에 밴드는 아바타 스튜디오로 다시 모였고, 포트노이는 이때 멤버간의 관계는 "지금까지 중 가장 좋았다"고 말했다. 밴드는 러쉬, 퀸스라이크 등의 앨범에 엔지니어로 함께 일한적 있는 폴 노스필드를 새로 고용했고 그는 밴드에게 많은 영감을 주었다. 이전 앨범들처럼 밴드는 작곡과 녹음을 동시에 진행했다.마이크 포트노이와 존 페트루치가 앨범을 함께 프로듀싱했다. 포트노이는 노스필드에게 엔지니어와 믹싱 담당을 맡긴것은 밴드에게 '객관적인 외부인의 평가' 가 되어 주었지만, 멤버들은 여전히 각자 하고 싶은 음악을 자유롭게 했다고 말했다.
Metropolis Pt.2 : Scenes from a Memory 앨범이 하나의 컨셉을 이루고 있었던 것이나 Train of Thought앨범이 전적으로 '헤비니스'라는 주제 아래 묶여 있었던 것처럼, 8집까지의 모든 앨범들은 각각이 계획된 하나의 테마를 공유하는 형식이였다. 포트노이는 Systematic Chaos 앨범에 대해서도 몇 가지 아이디어를 미리 생각해 두었지만, 다른 멤버들에게는 말하지 않고 그들이 '완전히 개방된 상태'에서 자유롭게 작업하도록 내버려 두었다. 하지만 포트노이는 이번 앨범을 날카롭고 공격적이며 모던한 사운드로 만들기를 원했다.
앨범 타이틀은 포트노이와 페트루치가 노래 가사속에서 앨범 타이틀로 쓸만한 구절을 찾으면서 정해졌다. 이러한 방식은 Awake나 Images and Words앨범의 타이틀을 정할때와 비슷하다. 두 사람은 우선 'The Dark Eternal Night'에서 'Chaos'란 단어를 선택했다. 또 'Constant Motion'에 나오는 'Random thoughts of neat disorder'란 구절을 골라냈다. 이 구절의 '이중적'인 성격에 착안하여, 두 사람은 'Chaos'와 반대되는 낱말을 찾았고 결국 'systematic'이 선정되었다. 포트노이는 덧붙여서 'Systematic Chaos'는 '일반적으로 드림 시어터를 설명하는데 적절한 묘사'라고 말했다.

## 곡

### In The Presence of Enemies
존 페트루치는 7곡 중 4곡에 가사를 입혔는데, 각각은 모두 만들어낸 이야기들이다. 맨 처음 녹음된 곡 'In the Presence of Enemies'에 대해 페트루치는 '드림 시어터 결성의 요약'이라고 표현하였다. 또 그는 이 곡이 "매우 프로그레시브하며 매우 길다."고 설명하며, 나머지 곡들을 쓰고 녹음하는데 좋은 기준이 되었다고 말했다. 이 곡은 앨범에서 두 파트로 쪼개지는데, 각각이 앨범의 시작과 끝에 두기에 적당했기 때문이었다. 포트노이에 따르면, 밴드는 이 곡을 앨범 시작에 놓기엔 너무 길고, 그렇다고 해서 이렇게 긴 곡을 앨범의 마지막에 넣고 싶지도 않았다고 한다. 이 곡은 대개 라이브 공연에서는 하나로 합쳐 연주한다.

### Forsaken
페트루치는 "Forsaken"이 '짧은 곡 구조'로 만든 이야기라고 말했다. 가사에는 밤에 한 남자를 찾아간 벰파이어가 등장한다. 남자는 벰파이어에게 흡혈을 당하면서도 자신이 '아름다운 광경'을 보고 있다고 착각한다. 2008년 1월 26일 공개된 Forsaken의 애니메이션 뮤직비디오는 곤조가 제작했고, 감독은 야스푸미 소에지마(Yasufumi Soejima)가 맡았다. 밴드는 소에지마에게 자유롭게 뮤직비디오 디자인을 할 수 있도록 하였고, 그로 인해 현실세계 대신 공상과학적인 배경이 그려지게 되었다.

### Constant Motion
포트노이는 "Constant Motion"의 가사 속에 그의 강박장애를 은유적으로 담았다. 곡에 담겨진 "무겁고, 빠르고, 질주하는" 템포는 그가 하는 수많은 일들 - 밴드와 여러 사이드 프로젝트 - 에 대한 끊임없는 책임감에서 오는 기분을 표현했다. 또한 이 곡은 최근 10년간 처음으로 뮤직비디오로 제작되었다. 비디오는 헤드벵어스 볼에서 실시한 2007년 최고의 뮤직비디오에서 2위를 차지했다. 이 곡은 음악 비디오 게임 '락 밴드'용 음악으로도 다운로드 받을 수 있다.

### The Dark Eternal Night
"The Dark Eternal Night"에는 긴 잠에서 깨어나 마을을 공격하는 파라오 이야기가 담겨있으며, 페트루치가 작사를 맡았다. 루디스는 포트노이의 드럼 레코딩과 동시에 즉흥적으로 컨티늄 솔로 파트를 만들었는데, 멤버들은 최종 녹음때까지 이 솔로 파트를 지우지 않고 남겨두어 결국 곡에 포함되었다.

### Repentance
"Repentance"는 포트노이가 작사하는 12단계 연작의 4번째 파트이다. 이번 파트에서는 수 명의 사람들이 등장해, 그들의 잘못이나 후회등을 뉘우치고 직접 사과하는 내용이 담겨 있다. 7년 반 동안 술을 마시지 않은 포트노이는 미카엘 오케르펠트, 존 앤더슨, 다니엘 길덴로우, 스티브 호가스, 크리스 제리코, 닐 모스, 조 새트리아니, 코리 테일러, 스티브 바이, 스티븐 윌슨, 데이비드 엘럽슨 등 친구 혹은 동료 음악가들을 초대해 각자 가지고 있는 슬픔이나 후회, 사과 등을 이야기하도록 하여 그것들을 녹음해 곡 속에 집어넣었다. 이 12단계 연작은 밴드의 10번째 정규 앨범 Black Clouds & Silver Linings에서 끝나게 된다.

### Prophets of War
"Prophets of War"는 제임스 라브리에가 요셉 C.윌슨의 책 진실의 정치를 바탕으로 가사를 썼다. 계속 진행 중인 이라크 전쟁의 숨겨진 목적에 대한 이야기를 하고있다. 제목의 'prophets'는 'profits'의 의미도 가질 수 있다. 녹음이 진행되는 동안 포트노이가 팬들이 몇몇 부분의 보컬 파트를 녹음 할 수 있을거라고 제안했다 녹음에 참여할 팬들을 모집한다는 밴드의 게시글에 400여명의 팬들이 스튜디오 주위로 몰렸다. 하지만 겨우 60명만이 녹음실 안으로 들어갈 수 있었다.

### The Ministry of Lost Souls
15분에 육박하는 'The Ministry of Lost Souls'는 앨범에서 두 번째로 긴 곡이다. 페트루치는 물에 빠진 여자를 구하려다 자기가 대신 죽은 남자의 이야기를 들려준다. 그러나 그 여자 또한 남자와 다시 재회할 때까지 후회와 슬픔 속에 살아가게 된다.

## 앨범 발매 및 투어
기본 앨범과 스페셜에디션 앨범 모두 영국에서는 6월 4일, 미국에서는 6월 5일에 동시발매되었다. 워너 브라더스와 함께 7개의 음반을 발매하는 동안, 밴드는 그들이 받는 보상이 부족했던 것에 대해 실망감을 느꼈다. 포트노이는 "우리의 이전 레이블은 기본적으로 하는 모든 일을 우리의 팬들에게만 의존했다. 그들이 하는 일이라곤 녹음작업에 돈을 쓰고 레코드샵에 CD를 갖다놓는게 전부였다."고 말하기도 했다. 2007년 2월 8일, 드림 시어터는 새 앨범을 로드러너 레코드에서 내기로 하는 계약에 합의했다. 'Systematic Chaos'의 작곡과 녹음은 보컬 녹음과 비슷한 시기에 이루어졌다. 한편 아이러니하게도, 로드러너 레코드는 밴드와 계약을 체결하고 1주일 뒤, 워너 브라더스에 인수되었다. 하지만 라브리에는 로드러너가 앨범 프로모션에 관한 밴드와의 모든 계약을 받아들이기로 했다고 밝혔다.
포트노이는 'Chaos in Progress: The Making of Systematic Chaos'의 제작과 편집에 한 달 여의 시간을 보냈고, 이 영상은 스페셜 에디션 앨범의 2번 디스크에 포함되었다. 스페셜 에디션에는 또한 앨범 수록곡의 5.1채널 서라운드 믹스 버전도 포함되었다. 프로모션 투어는 2007년 6월 3일부터 2008년 6월 4일까지 이루어졌으며 35개국에서 115회의 공연을 가졌다. 몇 군데에서의 공연 영상들은 2008년 9월 30일 밴드의 5번째 DVD 음반인 Chaos in Motion 2007-2008로 발매되었다
.

## 평가
앨범에 대한 평론가들의 반응은 대체로 긍정적이다. MetalRiview.com의 Jon Eardley는 '또 하나의 수작'이라고 평하면서 "Constant Motino에서의 존 페트루치의 리프는 그가 만들어낸 최고의 리프들 중 하나이다"라고 말했다. 또한 "The Dark Eternal Night"의 후반부는 드림시어터의 역대 곡들 중 가장 과격한 음악이라고 평가했다. Metal Invader의 Nokos Patelis는 앨범 리뷰에서 "날카롭고도 아름다운 멜로디들과 장대한 에픽 스타일이 합쳐진 에너지 넘치며 예리한 앨범"으로 평가했다. 그는 드림시어터의 악기연주에 대해 "자신들의 악기를 수족처럼 움직이는 네 명의 마스터들"로 부르면서 특히 라브리에의 보컬에 대해 그 어느때보다 성숙해졌다고 말했다. 끝으로 Patelis는 Systmematic Chaos 앨범에 대해서 "제대로 된 음미를 위해서는 몇 번이고 앨범을 반복해서 들어봐야 할 정도로 완벽한 앨범"으로 평가했다. 올뮤직의 Greg Prato는 "Forsaken"을 언급하며 "드림시어터가 작곡이 아닌 단지 '악기를 사용한 체육'을 하고있다는 비난이 틀렸음을 증명하는 곡"이라고 말했다. 또한 "The Dark Eternal Night"의 리프를 판테라의 그것과 비교했다. 전체적으로 그는 "4인조는 결성 때부터 이행해온 '프록 메탈 게임'의 계획들을 충실하게 실천하고 있다"고 평했다. About.com의 Chad Bowar는 "In the Presence of Emenies - Part I"은 나머지 곡들의 톤을 적절하게 맞춰 주는데 효과적인 역할을 했다고 말했다. 그는 만점 5점에 4점을 매기면서 "지금까지 최고의 앨범들 중 하나"로 평가했다.
반면 PopMatter의 Andrew Blackie는 앨범에 대해 비판했다. "장황한 곡들로 가득차있으며 무기력한 곡 구성을 보이고 있다"고 평가하면서 "앨범 전체가 방향성 상실과 단순함, 지루함으로 가득 차 있다"고 말했다. 또한 "The Dark Eternal Night"을 '이 5인조의 프록메탈 애호가들이 만든 곡들 중 가장 최악의 곡'으로 언급했다.

## 곡 목록
전체 작곡: 드림 시어터
| #             | 제목 | 작사            | 재생 시간 |
| ------------- | --- | --------------- | --------- |
| 1.            | 〈In the Presence of Enemies - Part I - I. "Prelude" - II. "Resurrection〉                                                          | 존 페트루치     | 9:00      |
| 2.            | 〈Forsaken〉 | 존 페트루치     | 5:35      |
| 3.            | 〈Constant Motion〉 | 마이크 포트노이 | 6:55      |
| 4.            | 〈The Dark Eternal Night〉 | 존 페트루치     | 8:53      |
| 5.            | 〈Repentance - VIII. "Regret" - IX. "Restitution〉                                                                                  | 마이크 포트노이 | 10:43     |
| 6.            | 〈Prophets of War〉 | 제임스 라브리에 | 6:00      |
| 7.            | 〈The Ministry of Lost Souls〉 | 존 페트루치     | 14:57     |
| 8.            | 〈In the Presence of Enemies - Part II - III. "Heretic" - IV. "The Slaughter of the Damned" - V. "The Reckoning" - VI. "Salvation〉 | 존 페트루치     | 16:38     |
| 총 재생 시간: | 총 재생 시간: | 총 재생 시간:   | 78:33     |

## 차트 순위
앨범은 지금까지 단 한차례도 차트에 올라간 적 없었던 영국과 오스트레일리아에서 25위안에 진입했다. 미국에서는 빌보드200 차트에서 19위까지 올라갔고, 이 역시 드림시어터가 앨범을 발매 한 이래 최고 기록이다. 전체적으로 'Systematic Chaos'는 총 8개국에서 판매량 20위 이내에 진입했다.
| 차트 (2007)        | 최고 순위 |
| ------------------ | --------- |
| 빌보드             | 19        |
| 캐나다 앨범 차트   | 15        |
| ARIA 차트          | 23        |
| 영국 앨범 차트     | 25        |
| 네덜란드 앨범 차트 | 2         |
| 핀란드 차트        | 3         |
| 노르웨이 차트      | 3         |
| 스웨덴 차트        | 5         |
| 프랑스 차트        | 14        |
| 스위스 차트        | 14        |
| 오스트리아 차트    | 20        |
| 벨기에 차트        | 44        |

## 구성원
| 드림 시어터 - 제임스 라브리에 – 보컬 - 존 명 – 베이스 기타 - 존 페트루치 – 기타, 보컬 - 마이크 포트노이 – 드럼, 퍼커션, 보컬 - 조던 루디스 – 키보드 and 컨티늄 | 제작 - 존 페트루치, 마이크 포트노이 – 프로듀서 - 폴 노스필드 – 엔지니어, 믹싱, 보컬 트랙 보조프로듀서 - 채드 루포(영어: Chad Lupo) – 보조 엔지니어 - 휴 사임 – 아트 디렉션, 디자인, 일러스트레이션 - 다라 맥도나(영어: Daragh McDonagh) – 사진 |